# Joseph Denis Odevaere
Joseph Denis Odevaere (andere benamingen: Joseph Odevaere, Joseph-Désiré Odevaere, Joseph-Dionysius Odevaere) (Brugge, gedoopt 2 december 1775 - Brussel, 26 februari 1830) was een Zuid-Nederlandse neoklassieke kunstschilder. Gedurende het Verenigd Koninkrijk der Nederlanden was hij hofschilder van koning Willem I.

## Levensloop
Na leerling te zijn geweest van François Wynckelman en François van der Donckt aan de Kunstacademie in Brugge, trok hij naar Parijs waar hij in de ateliers werkte van Joseph Suvée en van Jacques-Louis David. In 1804 behaalde hij de Prix de Rome met zijn schilderij 'De dood van Phocio' (Parijs, École nationale supérieure des beaux-arts). Dit leverde hem een feestelijke ontvangst op in zijn geboortestad en verschillende bestellingen.
Vervolgens verbleef hij gedurende acht jaar in Italië (Milaan, Firenze, Rome). Hij werkte nadien nog enkele jaren in Parijs en kreeg een gouden medaille van Napoleon. In 1815 werd hij hofschilder van koning Willem I. Hij zette zich in voor de terugkeer naar Brugge van de door Frankrijk geroofde kunstschatten (Madonnabeeld van Michelangelo, Madonna met kanunnik Van der Paele door Jan van Eyck, tryptiek Moreel door Hans Memling, Oordeel van Cambyses door Gerard David). Als dank liet het stadsbestuur een gouden medaille maken die op 4 maart 1816 aan de schilder werd overhandigd.
Op 17 september 1818 trad Odevaere in het huwelijk met Sylvie de la Rue (1796-1845). Het huwelijk bleef kinderloos. Ze zou in 1835 hertrouwen met Joseph Van der Linden, secretaris van het Voorlopig Bewind in 1830.
Odevaere was productief. Zijn werk was van wisselende kwaliteit. Hij zag zichzelf en zijn werk zeer graag, zoals bleek uit de ophemelingen in zelf geschreven bijdragen.
Hij was lid van de Société des Douze.

## Werk
- De dood van Phocio (1804)

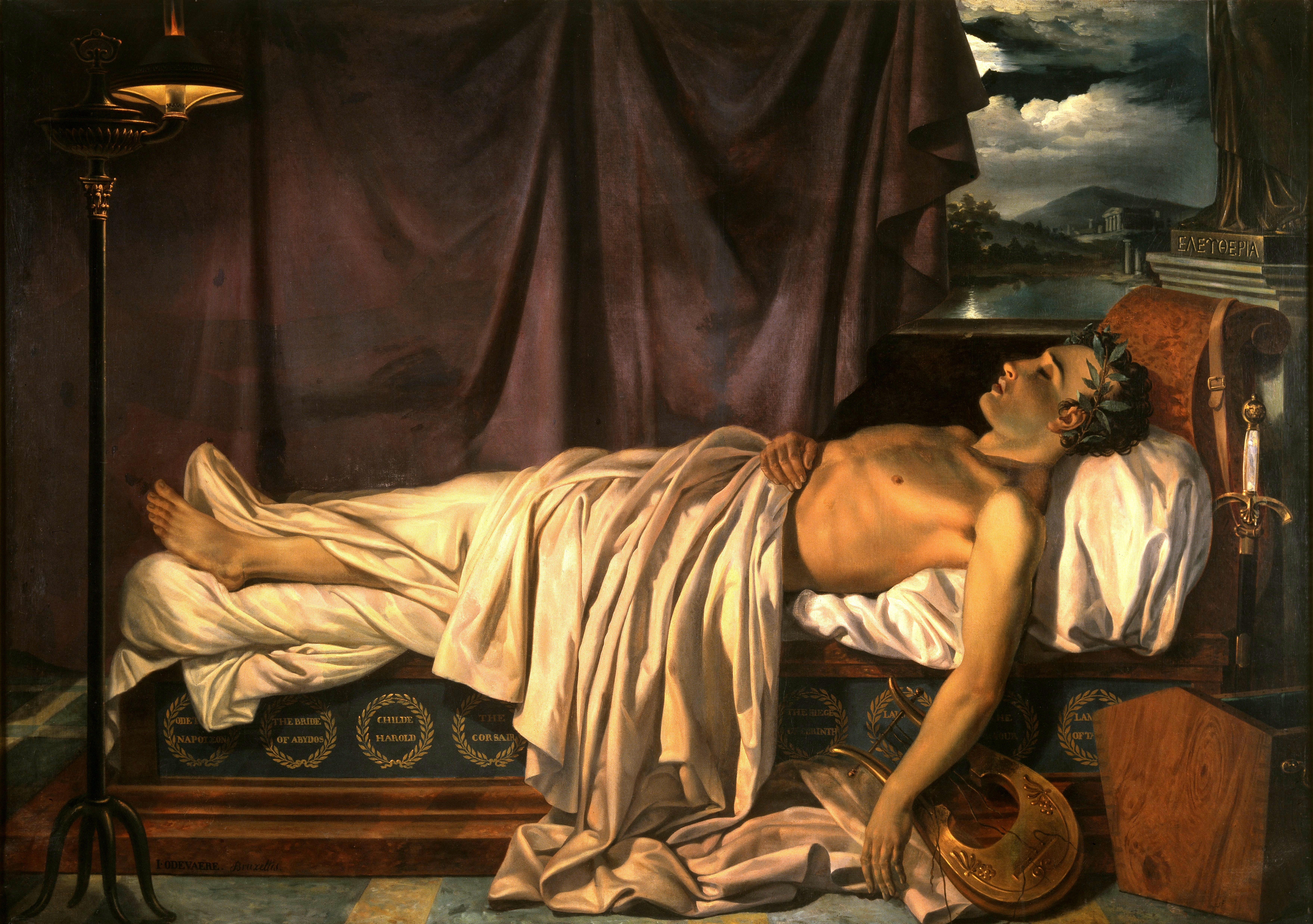
Lord Byron op zijn sterfbed (1826) - Groeningemuseum, Brugge

- Portret van François Wynckelman, François Van der Donckt en Joseph Odevaere (1805) - Groeningemuseum Brugge
- Portret van burgemeester Karel-Aeneas de Croeser (1805) - stadhuis Brugge
- Portret van consul Napoleon Bonaparte met burgemeester Karel-Aeneas de Croeser (1805) - stadhuis Brugge
- Portret van prefect Bernard-François de Chauvelin (1805) - Groeningemuseum Brugge
- Portret van burgemeester Jean-Jacques van Zuylen van Nyevelt (1805), Sint-Sebastiaansgilde, Brugge
- Portret van pastoor Ignatius van Coquelaere (1805) - Sint-Salvatorskathedraal, Brugge
- Portret van Madame de Chauvelin (1806) - bewaarplaats niet bekend
- Zicht op Rome en het Colosseum (1808)
- Gestorven Christus op de knieën van zijn Moeder (1812) - Sint-Walburgakerk, Brugge
- Portret van een man met zijn dochter en zijn hond (1814)
- Vertrek van de Atheners uit Salamis (1816-25) - Museum voor Oude Kunst, Brussel
- De prins van Oranje gekwetst in Waterloo (1817)
- De zeeslag bij Nieuwpoort gewonnen door Constantin Canaris (1820) - Museum voor Oude Kunst, Brussel
- Lord Byron op zijn sterfbed (1826) - Groeningemuseum Brugge
- Tekening: Tanaquil voorspelt de grootheid van Servius Tullius (Musée Magnin, Dijon)
- Portret van Goswin de Stassart (1825)
- De laatste verdedigers van Missolonghi (1827) - Rijksmuseum Amsterdam.
- Portret van Jacques Beirlant met vrouw en zoon (ca. 1825) - onbekende bewaarplaats

Geveilde werken:
- Portret van een harpspelende dame Madame Pierre Vigier?) met jongetje (1805) (Sotheby's New York, 27/01/2006) afkomstig uit kasteel Grand Vaux in Savigny-sur-Orge
- De jonge kunstenaar (Christie's Amsterdam, 24/01/2006 )
- Kaartspelende jongeling (1804) (Sotheby's Parijs, 27/06/2002)